# Liste der Kulturgüter in Gland
Die Liste der Kulturgüter in Gland enthält alle Objekte in der Gemeinde Gland im Kanton Waadt, die gemäss der Haager Konvention zum Schutz von Kulturgut bei bewaffneten Konflikten, dem Bundesgesetz vom 20. Juni 2014 über den Schutz der Kulturgüter bei bewaffneten Konflikten sowie der Verordnung vom 29. Oktober 2014 über den Schutz der Kulturgüter bei bewaffneten Konflikten unter Schutz stehen.
Objekte der Kategorien A und B sind vollständig in der Liste enthalten, Objekte der Kategorie C fehlen zurzeit (Stand: 13. Oktober 2021).

## Kulturgüter
| Foto |                                                               | Objekt | Kat. | Typ | Standort                                     | Beschreibung |
| ---- | ------------------------------------------------------------- | --- | ---- | --- | -------------------------------------------- | --- |
| ja   | Datei hochladen · Wikidata zu La Rajada (Q3212153)            | A Rajada KGS-Nr.: 10325                                                                                       | A    | G   | Chemin de la Falaise 33 511644 / 141121      | Umfasst Villa, Garage, Bootshaus, Pavillon und Umgebung. |
| ja   | Datei hochladen · Wikidata zu Alte Villa Prangins (Q29890856) | Ehemalige Villa Prangins / Ancienne Villa Prangins KGS-Nr.: 6086                                              | B    | G   | Route du Domaine Impérial 42 510990 / 139120 | |
| ja   | Datei hochladen · Wikidata zu Villa Rose (Q29890854)          | Festungslinie Tobleroneweg und Villa Rose / Complexe de fortifications Toblerone et Villa Rose KGS-Nr.: 14801 | B    | G   | Route Suisse 10 510255 / 140311              | Umfasst die Festungen (von Nordwest nach Südost "Grand Ouest", "Fontana", "Vertelin", "Pont Farbel", "Villa-bunker Bleue", "Villa-bunker Rose", "Bergerie Centre" et "Bergerie Lac"), Panzerabwehrbarrikaden (einschliesslich Toblerone-Linien) und Schiessstellen. |